# Termux
Termux je aplikace pro operační systém Android. Jedná se o emulátor terminálu a prostředí Linux. Toto prostředí je téměř plnohodnotný operační systém Linux, kde hlavní omezení je absence přímého přístupu k hardware, dále omezení Androidu, které klade všem androidím aplikacím a zejména omezení na textové prostředí, které poskytuje terminál. Termux sice podporuje i X Window Systém, ale bez hardwarové akcelerace a jen pro vzdálené připojení. To může být i VNC klient běžící na tom samém Androidu. 

## Základní informace
Termux je vybaven vlastním balíčkovacím systémem pkg pro instalaci programů a knihoven. Obsahuje přes 2500 balíčků. Mimo jiné je pro Termux k dispozici překladač programovacího jazyka C clang s řadou rozšiřujících knihoven. To umožňuje si v Termuxu a pro Termux překládat aplikace i ze zdrojových kódů.
Termux je vybaven překladači a interprety řady dalších jazyků, jako např. Python, Node.js, Java, Go, Rust a další. K dispozici jsou správce souborů Midnight Commander, textový editor Vim, aplikace SSH a další, což činí z Termuxu komfortní pracovní prostředí na zařízení s Androidem, zvláště pokud je vybaveno klávesnicí . 

### Dostupnost
Aplikace Termux je oficiálně dostupná na dvou úložištích, GitHub a F-Droid. Na Google Play
 je stará verze a již nebude aktualizována. Původně placené balíčky na Google Play jsou nyní dostupné zdarma.
. Aplikace je rozdělena do několik balíčků, na hlavní a několik přídavných pluginů 
- Termux - zdarma, hlavní balíček
- Termux:API - zdarma, sada příkazů pro práci s Androidem (čtení SMS, GPS, notifikace, ...)
- Termux:Boot - původně placený, umožňuje spouštět Termux skripty při startu Android zařízení
- Termux:Float - původně placený, umožňuje spouštět Termux v plovoucím okně
- Termux:Styling - původně placený, umožňuje nastavovat barvy a font terminálu
- Termux:Task - původně placený, umožňuje pravidelné spouštění úloh v Termuxu pomocí aplikace Tasker
- Termux:Widget - původně placený, umožňuje spouštět programy v Termuxu pomocí ikon na ploše

### Klávesnice

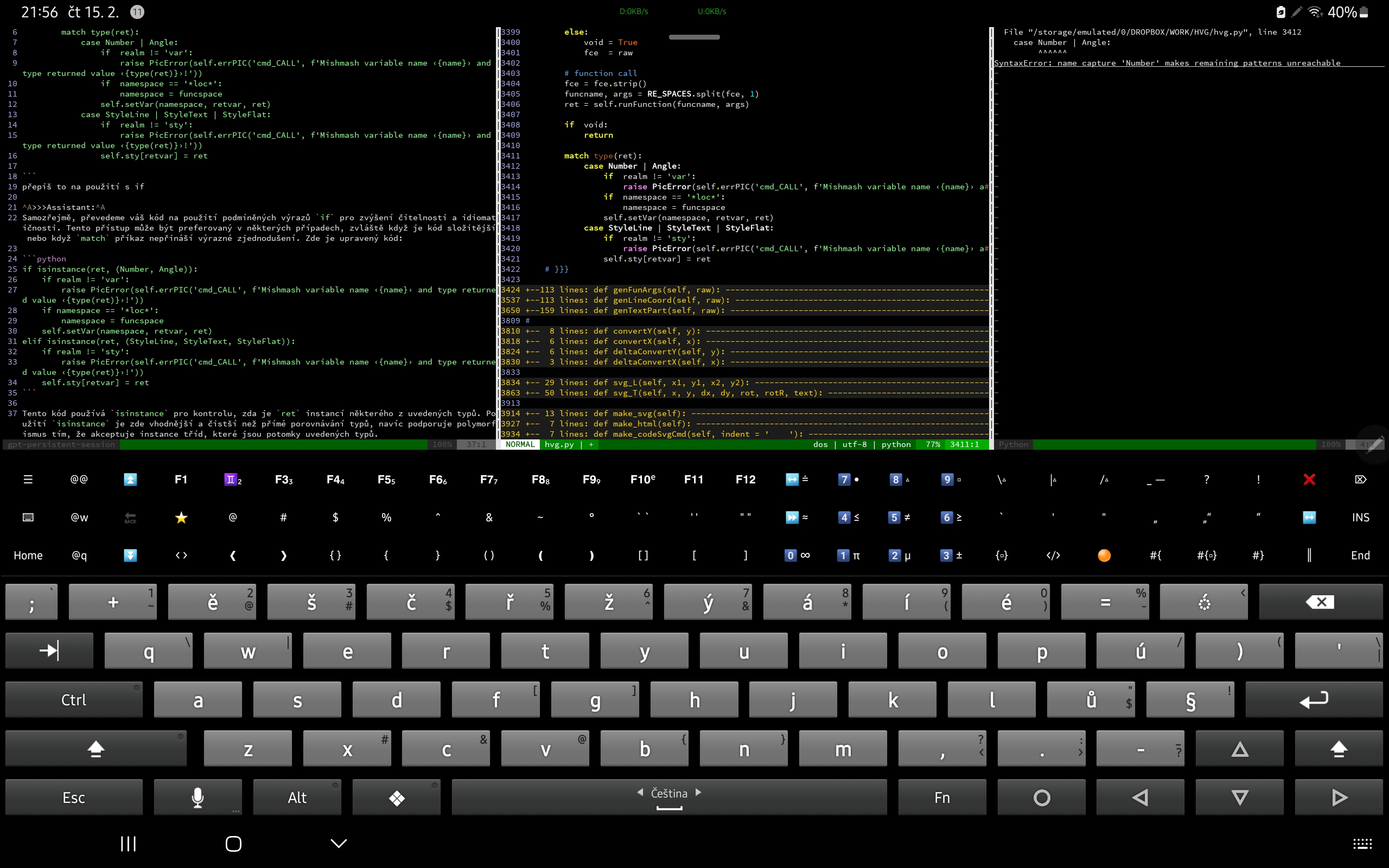
Vývoj Python programu na Androidu

Vhodná virtuální klávesnice je Hacker's Keyboard, která nabízí rozložení podobné PC klávesnicím, tedy včetně kláves Tab, Esc, Ctrl, Alt a podobné, které běžně nebývají naklávesnicích Androidu dostupné. Alternativně Termux nabízí doplňkovou plně konfigurovatelnou nadstavbu extra-keys, která může být i víceřádková. Na obrázku je vidět Termux s Hacker's keyboard, extra-keys a spuštěným editorem Vim.
V mnoha případech využití není žádný rozdíl mezi prací na PC s Linuxem v terminálovém prostředí a na zařízení s Androidem a Termuxem. Zejména na velké obrazovce s hardwarovou klávesnicí, kterou bývají vybaveny lepší tablety.